# Léon Daudet

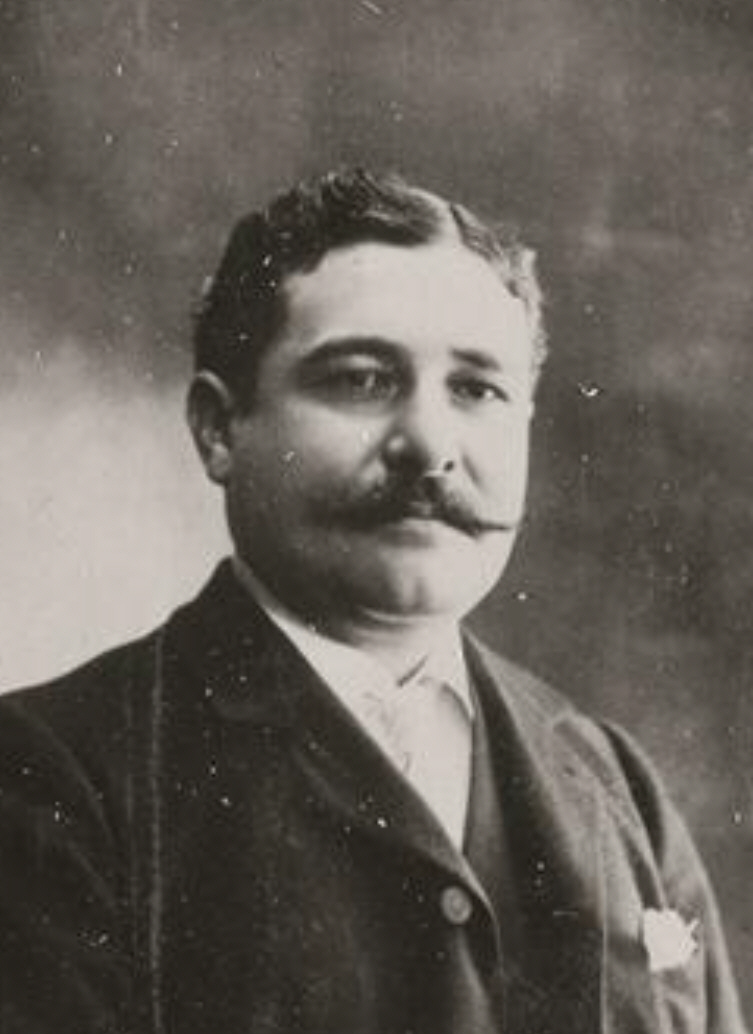
Léon Daudet um 1900

Léon Daudet (* 16. November 1867 in Paris; † 30. Juni 1942 in Saint-Rémy-de-Provence) war ein französischer Schriftsteller. Seine zahlreichen Romane blieben erfolglos, doch erreichte er größere Bekanntheit als politischer Publizist und Pamphletist, der in die Geschichte der Dritten Republik vor allem als Antisemit und Deutschenhasser einging. Heute ist er auch in Frankreich nur noch Historikern ein Begriff. In Deutschland scheint er trotz seiner kaum zu unterschätzenden Bedeutung als antideutscher Propagandist so gut wie unbekannt.

## Leben
Léon Daudet war der älteste Sohn von Alphonse Daudet, einem erfolgreichen, auch heute noch geschätzten Erzähler und Dramatiker. Auch die Mutter Julia (geb. Allard) schrieb Bücher. Sein Onkel Ernest Daudet, seine Tante Marthe Allard und sein Bruder Lucien Daudet waren ebenfalls Schriftsteller, die heute aber vergessen sind. Lucien wurde 1896 für einige Jahre zum Geliebten von Marcel Proust, der wie Léon zu einem Freundeskreis junger Literaten gehörte. 1891 heiratete Léon Jeanne Hugo, eine Enkeltochter von Victor Hugo; die Ehe wurde 1895 geschieden. 
Während der „Dreyfus-Affäre“ war Daudet ein aktiver „Anti-Dreyfusard“ und Anhänger von politischen Agitatoren wie dem aggressiven Antisemiten Édouard Drumont. Mit Charles Maurras war er Gründungsmitglied der rechtsextremen Action française, einer politischen Bewegung, die monarchistische, nationalistische und antisemitische Positionen vertrat. Auch an der Ligue de la patrie française war er beteiligt.
Daudet machte in der Zeitschrift L’Action française rassistisch Stimmung gegen Flüchtlinge des Spanischen Bürgerkriegs. Ihre Einreise auf der Passhöhe des Col du Perthus nannte er in der Ausgabe vom 18. Februar 1939 eine Ankunft von „Barbaren“ und behauptete, die Flüchtlinge verbreiteten Epidemien.

## Werke
- L’astre noir. G. Charpentier et E. Fasquelle, Paris 1893
- Les Morticoles ebd. Paris 1894
- Les idées en marche ebd. Paris 1896
- Le pays des parlementeurs. Flammarion, Paris 1901
- Une campagne d’Action française. Nouvelle librairie nationale, Paris 1910
- L’avant-guerre. Études et documents sur l’espionage juif-allemand en France depuis l’affaire Dreyfus ebd. Paris 1913
- Hors du joug allemand. Mesures d’après-guerre ebd. Paris 1915
- Contre l’esprit allemand. De Kant à Krupp. Bloud et Gay, Paris 1916
- La guerre totale. Nouvelle librairie nationale, Paris 1918
- Le stupide XIXe siècle. Exposé des insanités meurtrières qui se sont abattues sur la France depuis 130 ans (1789–1919) ebd. Paris 1922
- Moloch et Minerve ou l’après-guerre ebd. Paris 1924
- L’agonie du régime. Panorama des hommes, des clans et des crimes (1919–1925) ebd. Paris 1925
- Courrier des Pays-Bas, rédigé en exil. Grasset, Paris 1928
  - Band 1: La Ronde de nuit
  - Band 2: Les horreurs de la guerre
  - Band 3: Mélancholia
  - Band 4: Les pèlerins d'Emmaüs
- Flammes. Polémique et polémistes. Proudhon – Les Chatiments – Rochefort et Vallès - Bloy – Clémenceau. Grasset, Paris 1930
- Salons et Journeaux. Grasset, Paris 1932